# Elder (automobilismo)
A Elder foi um construtor norte-americano de carros de corrida. Produziu chassis para as equipes Meguiar's Mirror e Crawford nas 500 Milhas de Indianápolis de 1959, que naquele ano fez parte do calendário do Campeonato Mundial da FIA.